# بلامين بتروف
بلامين بتروف هو لاعب كرة قدم بلغاري في مركز حراسة المرمى، ولد في 6 سبتمبر 1985 في Radnevo ‏ في بلغاريا. لعب مع نادي بيروي ستارا زاغورا ونادي فيريا.